# Khác Thuận Hoàng quý phi
Khác Thuận Hoàng quý phi (chữ Hán: 恪順皇貴妃; 27 tháng 2, năm 1876 - 15 tháng 8, năm 1900), được biết đến với tên gọi Trân phi (珍妃), là một phi tần rất được sủng ái của Thanh Đức Tông Quang Tự Hoàng đế.
Bà là một trong những phi tần nổi tiếng nhất thời Thanh mạt vì mâu thuẫn với người mẹ chồng Từ Hi Thái hậu. Bà là em gái của Ôn Tĩnh Hoàng quý phi, còn gọi là Cẩn phi hay Đoan Khang Thái phi, một nhân vật ảnh hưởng thời Tuyên Thống Đế Phổ Nghi. Cái chết của bà dấy lên nhiều truyền thuyết, tất cả đều cho rằng chính Từ Hi Hoàng thái hậu đứng sau gây ra.

## Thân thế

### Dòng dõi đương thấp
Trân phi sinh ngày 3 tháng 2 (âm lịch) năm Quang Tự thứ 2 (1876), xuất thân từ Mãn Châu Tương Hồng kỳ Tha Tha Lạp thị (他他拉氏), cũng phiên thành Tha Tháp Lạp thị (他塔喇氏). Một chi gia tộc Tha Tha Lạp thị này tương đối không mấy hiển hách, nếu không muốn đánh giá là tương đối kém.
Chi hệ Tha Tha Lạp thị của Trân phi lệ thuộc Mãn Châu Tương Hồng kỳ đệ nhất Tham lĩnh (參領), thuộc Tá lĩnh thứ 13, chức Tá lĩnh này được quản lý bởi hậu duệ của Lang Cách (郎格), thế hệ lớn của Đại Đồ Khố Ha Lý (岱圖庫哈里) thuộc một chi Tha Tha Lạp. Con trai của Lang Cách là A Nhĩ Bố Ni (阿爾布尼) nhậm Tá lĩnh, cháu Đạt Đô (達都) nhậm Phụng Thiên tướng quân, là Thanh sơ quan lại thế gia. Tuy nhiên, dù dòng dõi gia tộc của Ôn Tĩnh Hoàng quý phi cũng lệ thuộc dưới sự quản lý của con cháu Lang Cách, cùng họ Tha Tha Lạp thị, nhưng gia tộc của bà cùng Lang Cách lại không chung một gốc, cơ bản không có quan hệ huyết thống, hơn nữa thân phận chênh lệch rất lớn.
Căn cứ gia phả của Trân phi, tổ tiên nhập kỳ tên gọi Ngạch Nhĩ Cổ Đại (額爾古岱), tính từ Ngạch Nhĩ Cổ Đại qua tới 5 đời đều chỉ là thường dân. Đến đời thứ 6, có người tên Ngũ Đạt Sắc (五達色) mới làm được chức quan, là Lục phẩm "Kiêu Kị giáo" (驍騎校), tuy nhiên qua đến đời con trai ông là Toàn Bảo (全保) thì lại trở về làm thường dân. Con trai của Toàn Bảo, tên gọi Tát Lang A (薩郎阿) thi đậu Phiên dịch Cử nhân năm Càn Long thứ 57, làm đến Lục phẩm Chủ sự của bộ Lại. Đến đây thì gia tộc của Trân phi chỉ dừng ở mức trung cấp quan liêu. Tát Lang A sinh ra ba con trai: Thành Thái (成泰) nhậm "Bút thiếp thức", Tân Thái (新泰) làm Chủ sự Thái Lăng; con út Dụ Thái (裕泰), là tổ phụ của Trân phi.

### Gia thế bay lên
Tổ phụ Dụ Thái của Trân phi từ xuất thân Quan học sinh, thi đậu Nội các Trung thư mà xuất sĩ làm quan, thời Đạo Quang nhậm qua Án sát, Bố chính sứ đến Thống đốc Thiểm Tây và Cam Túc, trở thành một quan viên địa phương có chức quyền, thụy là Trang Nghị (莊毅). Dụ Thái đắc thế, làm một chi Tha Tha Lạp thị từ một gia đình quan liêu trung cấp bay thẳng lên hàng thế gia. Điều này có thể chứng minh qua vòng hôn nhân của gia tộc, khi trước đó các vị tằng tổ mẫu và tổ mẫu của Dụ Thái đều là con gái nhà Bát Kỳ bình thường, thậm chí nguyên phối của Dụ Thái là Qua Nhĩ Giai thị (瓜爾佳氏) xuất thân cũng cực kì bình thường.
Nhưng từ khi Dụ Thái đắc thế, hôn nhân trong nhà Tha Tha Lạp thị phất lên qua các đời con của ông. Dụ Thái có 4 trai 4 gái, trong đó: con cả Trường Khải (長啟), cưới Ngũ Di Đặc thị (伍彌特氏) là con gái của Nhất đẳng Kế Dũng hầu Tô Sùng A (蘇崇阿); con trai thứ Trường Thiện (長善), cưới Qua Nhĩ Giai thị là con gái Đại học sĩ Quế Lương (桂良); con thứ 3 Trường Kính (長敬) cưới Hách Xá Lý thị là con gái Thị lang Thư Nguyên (書元). Con trai út, Tả Thị lang Bộ Lễ Trường Tự (長敘), cha của Trân phi, cưới tới 4 vị chính thê, bao gồm: vị thứ nhất, con gái của Nhàn tản Tông thất Đại học sĩ Bảo Hưng (寶興), vị thứ 2 là con gái của Huệ Đoan Thân vương Miên Du, vị thứ 3 là con gái của Bát nhập Bát phân Phụ quốc công Đại học sĩ Tái Linh (載齡). Trong đó, vị thứ 2 là cháu gái gọi Gia Khánh Đế bằng ông nội, rõ ràng là được chỉ hôn từ ngay trong cung, dù gia thế nhà Tha Tha Lạp thị từ thời Dụ Thái mới lên, chỉ xét vào "Tân quý", nhưng có thể đạt đến được chỉ hôn cho Quận chúa, quả thật không hề đơn giản.
Tuy vậy, các vị chính thất của Trường Tự đều không lưu lại hậu duệ. Con trai độc nhất, Chí Kĩ (志錡), là do thiếp thất Triệu thị (趙氏) sinh ra, và Triệu thị cũng là mẹ sinh của Trân phi và Cẩn phi. Chị em bà là hai người con nhỏ nhất trong số năm con gái của Trường Tự. Thời trẻ, chị em bà sống tại Quảng Châu. Năm 13 tuổi, Trân phi và Cẩn phi được đón vào Kinh thành.

## Đại Thanh tần phi

### Trải qua tuyển tú
Căn cứ Bát Kỳ đô thống nha môn Toàn tông đương (八旗都統衙門全宗檔), Quang Tự triều sơ tuyển Tú nữ ý chỉ hạ vào năm Quang Tự thứ 11 (1885), trải đến năm thứ 12 (1886) đến năm thứ 14 (1888), thì chị em Tha Tha Lạp thị đã qua đến 4 lần tuyển tú.
Năm Quang Tự thứ 12 (1886), ngày 19 tháng 2 (âm lịch), lần đầu tuyển tú, Mãn Châu Tương Hoàng kỳ giao tiến 6 người, trong đó có Cẩn phi, được ghi là: 「Nguyên nhậm Thị lang Trường Tự chi nữ, Niên thập tam tuế, Huệ Côn Tá lĩnh; 原任侍郎長敘之女，年十三歲，惠昆佐領。」. Ngày đó trải qua tuyển tú, có ba người bị "Lược bài tử" (撂牌子), trong đó có Cẩn phi, hai người kia là 「Bang bạn Đại thần Thường Tích chi nữ, Niên thập thất tuế, Long Diệu Tá lĩnh"; 幫辦大臣常績之女，年十七歲，隆耀佐領」 và 「"Tuần phủ Đức Hinh chi nữ, Niên thập ngũ tuế, Phú Sâm Bố Tá lĩnh"; 巡撫德馨之女，年十五歲，富森布佐領」.
Năm Quang Tự thứ 13 (1887), ngày 17 tháng 2 (âm lịch), lần thứ hai tuyển tú, là những Tú nữ đợt trước kia cộng thêm những người mới vừa đủ tuổi tham dự. Trân phi cũng tham gia đợt này, và cùng chị gái Cẩn phi đều được ghi danh vào tiếp. Năm thứ 14 (1888), ngày 24 tháng 9 (âm lịch), lần thứ 3 tuyển tú, Mãn Châu Tương Hồng kỳ có sáu người, trong đó có: hai con gái của Huệ Côn Tá lĩnh nguyên nhậm Thị lang Trường Tự (tức Cẩn phi và Trân phi), hai con gái của Long Diệu Tá lĩnh hạ Tại kinh chi Diệp Nhĩ Khương Bang Bạn đại thần, Phó Đô thống Thường Tích (常績); và hai con gái của Phú Sâm Bố Tá lĩnh hạ Giang Tây Tuần phủ Đức Hinh (德馨). Sau khi xét, hai con gái của Thường Tích đều bị lược bài tử, còn lại 4 người đều tiếp tục.
Năm Quang Tự thứ 14 (1888), ngày 5 tháng 10 (âm lịch), là lần thứ 4 tuyển tú. Lúc này, hai con gái của Đức Hinh bị lược bài tử, thưởng "Đại quyển Tứ sơ" (大卷四疋), "Y diện nhất kiện" (衣面一件), còn Trân phi và Cẩn phi chính thức được chọn, chỉ định làm Tần.
Vòng cuối tuyển tú năm ấy, quyết định Hậu và phi tần được diễn ra ở Thể Hòa điện (體和殿), và quá trình này này được lưu truyền trong dân gian qua rất nhiều dã sử. Trong đó, phổ biến nhất là câu chuyện truyền miệng từ một vị Thái giám đời Dân Quốc. Lúc này, Quang Tự Đế tuyển chọn 5 tú nữ còn lại là Diệp Hách Na Lạp thị (tức Hiếu Định Cảnh hoàng hậu), 2 chị em Tha Tha Lạp thị cùng hai con gái của Tuần phủ Đức Hinh. Quang Tự Đế coi trọng con gái nhà Đức Hinh, muốn chọn lập làm Hoàng hậu, tuy nhiên chính Từ Hi Thái hậu không hài lòng, và khuyên Hoàng đế chọn cháu gái bà, tức Diệp Hách Na Lạp thị, do đó Diệp Hách Na Lạp thị trở thành Hoàng hậu, hai chị em Tha Tha Lạp thị phong Tần, còn hai con gái nhà Đức Hinh bị loại. Tuy câu chuyện truyền miệng này khá phổ biến, song căn cứ theo thư tịch tuyển tú, số lượng tú nữ được tuyển thời đó phải có tầm 30 người. Số lượng 5 người như vậy là nhỏ nên thiếu căn cứ, không đáng tin.
Phong hiệu sau đợt tuyển tú của bà là Trân tần (珍嬪), theo tài liệu của Nội vụ phủ, "Trân" có Mãn văn là 「Ujengge」, ý rằng "Đoan trọng", "Không khinh suất".

### Nhập cung phong Tần
Năm Quang Tự thứ 15 (1889), ngày 26 tháng 1 (âm lịch), hai chị em Tha Tha Lạp thị đồng nhập cung, trước một ngày so với Hoàng hậu. Ngày 18 tháng 2 (âm lịch), lấy Lễ bộ Thượng thư Lý Hồng Tảo (李鴻藻) làm Chính sứ, Lễ bộ Hữu Thị lang Văn Hưng (文興) làm Phó sứ, tiến hành sắc phong cho Trân tần.
Sách văn viết:
| “                                   | 朕惟勤宣椒掖。赖淑范以襄猷。彩焕芝泥。沛殊恩而锡命。徽音克副。茂典宜膺。尔他他喇氏。巽顺宅心。谦和表度。赞璇宫之德化。允卜宜家。翊珩佩之仪型。端资治内。兹奉慈禧端佑康颐昭豫庄诚寿恭皇太后懿旨。册封尔为珍嫔。尔其紫庭奉职。无忘宠眷之隆。彤管扬辉。永迓鸿庥之集。钦哉。 . Trẫm duy cần tuyên tiêu dịch. Lại thục phạm dĩ tương du. Thải hoán chi nê. Phái thù ân nhi tích mệnh. Huy âm khắc phó. Mậu điển nghi ưng. Nhĩ Tha Tha Lạp thị. Tốn thuận trạch tâm. Khiêm hòa biểu độ. Tán toàn cung chi đức hóa. Duẫn bặc nghi gia. Dực hành bội chi nghi hình. Đoan tư trị nội. Tư phụng Từ Hi Đoan Hữu Khang Di Chiêu Dự Trang Thành Hoàng thái hậu ý chỉ. Sách phong nhĩ vi Trân tần. Nhĩ kỳ tử đình phụng chức. Vô vong sủng quyến chi long. Đồng quản dương huy. Vĩnh nhạ hồng hưu chi tập. Khâm tai. | ” |
| — Sách văn Trân tần Tha Tha Lạp thị | |   |

Trân tần được ban ở tại Cảnh Nhân cung. Lúc đó, Quang Tự Đế không thích Hiếu Định Cảnh Hoàng hậu Diệp Hách Na lạp thị, cháu gái Từ Hi Thái hậu. Cẩn tần tính cách dung dị không tranh sủng, cả hai người đều không nổi bật nên bị Hoàng đế ghẻ lạnh. Tuy vậy, Trân tần, em gái của Cẩn tần lại dung mạo tú lệ, rất có tâm kế, lại giỏi việc phán đoán Thánh tâm, bà rất biết tâm tư luôn hướng đến cải cách của Quang Tự Đế, luôn tìm cách thuận nước đẩy thuyền, vì vậy rất được Hoàng đế sủng ái.
Vào ban đầu, Từ Hi Thái hậu đặc biệt yêu mến Trân tần vì bà thông minh lanh lợi, hoạt bát nhạy bén, tri thư đạt lý, Thái hậu cảm thấy giống bản thân khi còn trẻ. Có một số cách nói, Từ Hi Thái hậu còn để Trân tần giúp mình phê duyệt tấu chương, mà Trân tần tâm linh thủ xảo, làm việc gọn gãy nhanh nhẹn. Vốn Trân tần thích vẽ tranh, Thái hậu mời thầy trong cung dạy thư pháp và quốc họa cho Trân tần, vì vậy khả năng hội họa của bà phát triển, rất được Thái hậu yêu thích. Ngoài ra, Trân tần còn thích chụp ảnh và cải trang thành nam giới, đó là lý do giải thích vì sao có rất nhiều ảnh của Trân tần trong thời gian này, một chuyện không thường thấy của một phi tần nhà Thanh.
Cuốn Quốc văn bị thừa (國聞備乘) của Hồ Tư Kính (胡思敬) ghi lại:「Quang Tự từ sau đại hôn, đối với Hoàng hậu không mấy gần gũi, khi ở chung với Cẩn phi cũng như vậy không khác. Duy có Trân phi trời sinh tính ngoan ngoãn, giỏi làm người khác vui vẻ, khéo việc bút nghiêng, giỏi việc đánh cờ, hằng ngày hầu bên cạnh Hoàng đế, cùng Hoàng đế uống rượu vui ca, thực sự có được sủng hạnh từ Hoàng đế; 光绪大婚之后，与皇后不甚亲睦，而与瑾妃相处漠漠。惟珍妃生性乖巧、讨人欢喜，工翰墨，善棋，日侍皇帝左右，与帝共食饮共乐，德宗尤宠爱之」.
Cuốn Doanh đài khấp huyết ký (瀛台泣血记) của Dụ Đức Linh, một cung nhân hầu cận Từ Hi Thái hậu, cũng có nói về Trân tần:「Quang Tự Đế cơ hồ mỗi ngày đều triệu hạnh Trân tần. Cứ cách 3 đến 4 ngày là 1 lần tự đến Cảnh Nhân cung. Trân tần thông tuệ, biết Quang Tự Đế có một tình cảnh hết sức gian nan, nội tâm khổ sở, nên bà đối với Hoàng đế rất thấu hiểu và đồng tình. Trân tần là một vị đa tình thiện lương thiếu nữ, trăm phương nghìn kế ôn tồn săn sóc quan ái Quang Tự Đế, nên khiến cho vị phu quân của mình cảm thấy thoải mái vui sướng; 光绪帝几乎每天都召幸珍嫔，每隔三四天还到珍嫔的景仁宫去一次。聪明的珍嫔了解光绪帝处境的艰难、内心的苦楚，对他非常理解和同情。珍嫔是一位多情善良的少女，千方百计地温存体贴关爱光绪帝，竭尽一切使自己的夫君感到温馨和快乐。」.

### Sự kiện giáng vị
Mùa xuân năm Quang Tự thứ 20 (1894), ngày 3 tháng 1 (âm lịch), nhân dịp đại thọ Từ Khánh 60 tuổi của Từ Hi Hoàng thái hậu, Quang Tự Đế sắc phong cho cả Cẩn tần và Trân tần lên Phi (妃). Tuy nhiên, lễ sắc phong của cả hai chị em bà chưa kịp diễn ra, thì cũng trong năm đó vào ngày 29 tháng 10 (âm lịch), Cẩn phi cùng Trân phi bị khép tội "Nhiều lần khất thỉnh" (屢有乞請), can thiệp chính sự, nên cả hai đều bị giáng làm Quý nhân.
Lời dụ năm đó như sau:
| “                                                                                     | 谕内阁、朕钦奉慈禧端佑康颐昭豫庄诚寿恭钦献崇熙皇太后懿旨。本朝家法严明。凡在宫闱。从不准干预朝政。瑾妃、珍妃、承侍掖廷。向称淑慎。是以优加恩眷。洊陟崇封。乃近来习尚浮华。屡有乞请之事。皇帝深虑渐不可长。据实面陈。若不量予儆戒。恐左右近侍。藉为夤缘蒙蔽之阶。患有不可胜防者。瑾妃、珍妃、均著降为贵人。以示薄惩而肃内政。 . Dụ nội các, Trẫm phụng Từ Hi Đoan Hữu Khang Di Chiêu Dự Trang Thành Thọ Cung Khâm Hiến Sùng Hi Hoàng thái hậu ý chỉ. Bổn triều gia pháp nghiêm minh. Phàm ở cung đình, không chuẩn cho can dự triều chính. Cẩn phi và Trân phi, thừa hầu trong Dịch đình, xưa nay đều hiền thục cẩn trọng. Nay mang thêm ân quyến, tiến trắc sùng phong. Gần đây lại có thói xa hoa, nhiều lần xin xỏ việc triều đình. Hoàng đế ngày đêm bận chính vụ, cư thực diệc trần, nếu không phạt nặng, thì không đủ răn đe tả hữu thị hầu, e rằng sẽ cứ thế mà nhờ vả tiến thân, cứ để cái họa xảy ra như vậy chi bằng phải phòng bị trước. Cẩn phi cùng Trân phi đều giáng làm Quý nhân. Lấy hình phạt nhẹ này để chấn chỉnh nội chính. | ” |
| — Dịch lược ý sắc chỉ giáng Cẩn phi và Trân phi ngày 29 tháng 10, năm Quang Tự thứ 20 | |   |

Việc hàng vị này không chỉ là Từ Hi thái hậu phản ánh thói xa hoa của chị em Cẩn phi, mà còn liên quan đến việc "Khất thỉnh", suy ra việc cả hai đã can thiệp chính sư. Có một suy luận rằng, sau khi Chiến tranh Trung-Nhật nổ ra (1894 - 1895), anh em họ của Cẩn phi cùng Trân phi là Trí Nhuệ và Văn Đình Thức buộc tội Lý Hồng Chương thỏa hiệp và đầu hàng địch, hai người đã nhờ Trân phi chuyển bản tấu tới Quang Tự Đế, thúc giục Hoàng đế đứng ra lãnh đạo cuộc chiến. Không ngờ, Lý Hồng Chương vu khống Văn Đình Thức và Trân phi có mưu đồ cướp ngôi Hoàng hậu, phản đối Từ Hi Thái hậu can thiệp triều chính, giúp đỡ Hoàng đế làm chủ triều đình. Vì lý do này, Cẩn phi và Trân phi bị Từ Hi Thái hậu kết tội tạo phản, giáng thành Quý nhân. Trí Nhuệ và Văn Đình Thức cũng bị Từ Hi Thái hậu bãi chức.
Căn cứ Thanh triều chế độ, Phi lệ bạc mỗi năm 300 lượng, Tần là 200 lượng, xét theo hồ sơ phí tổn của Cẩn phi, việc sinh hoạt trong cung của hai chị em khá là cao. Theo nhiều cách nói, Trân phi ưa tiêu xài, đến đây lại cậy sủng, do vậy rất nhiều người muốn được ơn huệ của bà mà nịnh hót. Trân phi khi đó đang đỉnh thịnh, học theo Từ Hi Thái hậu, thông đồng Thái giám nhận tiền tiến cử quan viên, theo Ông Đồng Hòa ghi lại thì những người đó thông đồng Trân phi (cùng cả Cẩn phi) mua chức quan gồm Lỗ Bá Dương (魯伯陽), Dụ Khoan (裕寬), Ngọc Minh (玉銘) và Nghi Lân (宜麟). Ngay cả Quốc văn bị thừa cũng có ghi lại: 「Lỗ Bá Dương tiến 4 vạn kim cho Trân phi, Trân phi nói với Đức Tông, do đó có được chức Thượng Hải đạo; 魯伯陽進四萬金于珍妃，珍妃言于德宗，遂簡放上海道」.
Dẫu nguyên nhân thế nào, nhưng xem ra Từ Hi Thái hậu cũng không hẳn quá mức tức giận đối với chị em Tha Tha Lạp thị, vì chỉ sang năm sau, Quang Tự thứ 21 (1895), ngày 15 tháng 10 (âm lịch), Từ Hi Thái hậu ra chỉ tấn lại Phi vị cho cả hai chị em. Ngày 12 tháng 11 (âm lịch) cùng năm, lấy Nội các Học sĩ Tông Thất Thọ Kỳ (壽耆) làm Chính sứ, Nội các Học sĩ Tông Thất Phổ Diên (溥頲) làm Phó sứ, tiến hành lễ sắc phong cho Trân phi.
Sách văn viết:
| “                                   | 朕惟位备六宫，椒掖佐肃雍之化；教遵四德，兰闱彰柔顺之仪。寅承久协于珩璜，由命宜照大典策。尔珍嫔他他喇氏，安贞赋性，温惠宅心。敬慎毋违克赞内朝之治；恪恭弗懈上承圣母之欢。幸逢称庆于宫闱；仰荷推恩于嫔御。慈承懿旨，封尔为珍妃，尚其祗鹰象服，用襄坤德之含章；式迓鸿庥。长介春晖之纯。钦哉。 . Trẫm duy vị bị lục cung, tiêu dịch tá túc ung chi hóa; giáo tuân tứ đức, lan vi chương nhu thuận chi nghi. Dần thừa cửu hiệp vu hành hoàng, do mệnh nghi chiếu đại điển sách. Nhĩ Trân tần Tha Tha Lạp thị, an trinh phú tính, ôn huệ trạch tâm. Kính thận vô vi khắc tán nội triều chi trị; khác cung phất giải thượng thừa Thánh mẫu chi hoan. Hạnh phùng xưng khánh vu cung vi; ngưỡng hà thôi ân vu tần ngự. Từ thừa ý chỉ, phong nhĩ vi Trân phi. Thượng kỳ chi ưng tượng phục, dụng tương khôn đức chi hàm chương; thức nhạ hồng hưu. Trường giới xuân huy chi thuần. Khâm tai. | ” |
| — Sách văn Trân phi Tha Tha Lạp thị | |   |

### Vấn đề khác
Về phương diện khác, theo một số Thanh cung y án ghi lại, sức khỏe của cả hai chị em Tha Tha Lạp thị từ khi vào cung đã không tốt, đặc biệt phải kể đến Trân phi. Từ khi vào cung là năm Quang Tự thứ 15, vào tháng 4 thì Trân phi đã bắt đầu thân thể không khoẻ, mãi cho đến năm thứ 17, liên tục đứt quãng trị liệu, chủ yếu là phổi, dạ dày, gan đều có nhiệt nóng, lại cùng chị gái Cẩn phi bị lây bệnh lao phổi, mà theo suy đoán có lẽ là từ Quang Tự Đế truyền đến. Sau đó, Trân phi mắc bệnh phong thấp, cùng Cẩn phi bệnh trạng như nhau, cùng có triệu chứng run rẩy toàn thân. Thẳng đến tháng 4 năm Quang Tự thứ 20, bệnh trạng của Trân phi càng thêm nghiêm trọng, thần chí không rõ, cơ hồ khó trị liệu. Sau đó, vào tháng 7, bệnh tình của bà tạm yên, nhưng sang tháng 10 thì bắt đầu tái phát, mà rất nghiêm trọng, đến khi cuối tháng năm đó có ý chỉ giáng vị, Trân phi đã bệnh đến mức bất tỉnh nhân sự. Tình hình của Trân phi cứ trị rồi lại tái phát, mãi đến sang năm mới bắt đầu chuyển biến tốt.
Mặc khác, có một số bệnh trạng cho thấy Trân phi có bệnh phụ khoa, có chứng ngứa vùng cơ quan sinh dục. Một số tài liệu chứng minh, Trân phi trong thời gian đắc sủng trước khi diễn ra sự kiện giáng vị đã từng mang thai, ước chừng khoảng 3 tháng, thì bị Từ Hi Thái hậu phạt đánh bằng trượng, làm cho bà sinh non, sau đó dẫn đến việc bà mắc nhiều chứng bệnh phụ khoa, về sau không thể có con được nữa.
Theo truyền thuyết, Từ Hi Thái hậu cảm thấy tức giận vì hành động can thiệp quốc chính của Trân phi, đã trách mắng bà, tuy nhiên Trân phi đáp lại với giọng mỉa mai: 「Tổ tông gia pháp vốn cũng đã tự có chỗ không tốt, thiếp nào có gan dám? Xin Thái hậu chỉ giáo; 祖宗家法亦自有壞之在先者，妾何敢爾？此太后主教也。」. Sau đó, vào ngày 28 tháng 10 (âm lịch), Trân phi bị Từ Hi Thái hậu phạt Sỉ y đình trượng (褫衣廷杖), tức là Thái giám lột đi y phục, đem trúc bản đánh vào mông Trân phi, sang ngày hôm sau thì Quang Tự Đế phụng Từ Hi Thái hậu ra sắc dụ giáng vị như đã ghi chép trong chính sử.
Truyền thuyết Trân phi bị lột áo này lưu truyền rất nhiều, phần nhiều xuất phát từ cuốn sách Hai vị cô mẫu Trân phi cùng Cẩn phi của tôi (我的两位姑母—珍妃、瑾妃), do cháu của Trân phi là Đường Hải Nghi (唐海沂) ghi lại từ cung nữ Bạch thị, vốn là thị hầu thân cận của Trân phi trong cung. Dù cũng chỉ là câu chuyện truyền miệng, song lại có từ người từng hầu cận Trân phi, xem chừng cũng có một sự đáng tin nhất định. Ngoài ra, trong sách cũng đề cập lý do vì sao Trân phi bị hàng thành Quý nhân.
Câu chuyện trong cuốn sách:
| “                                                                                                 | 白大姐说，隆裕为了报复，就和李莲英及珍妃宫内的太监勾结起来，把一只男人靴子放在珍妃的宫里，妄图污蔑她有奸情。为了这件事白大姐也受过拷打。后来又因珍妃有一件衣服的料子和经常进宫演戏的一个戏子的衣料一样（据说戏子的衣料是光绪送的），隆裕抓着这件事又大作文章，致使珍妃遭受廷杖（扒开衣服，用涂有黄油漆的竹竿打）。 珍妃、文廷式、志锐的行动引起了主和派的忌恨，加之文廷式、志锐又奏过李鸿章一本，因此李鸿章授意其心腹——御史杨崇伊，反奏"文廷式企图支持珍妃夺嫡，取代隆裕皇后；反对慈禧听政，支持光绪皇帝自主朝纲。"这样，慈禧恨透了文廷式、志锐和珍妃。她本来就想废掉珍妃，正无碴儿可找，借此机会正可解心头之恨。就下旨以"交通宫闱，扰乱朝纲"的罪名，将文廷式革职，赶出毓庆宫，永不录用；志锐从礼部侍郎被贬职，出任乌里雅苏台（蒙古境内，距乌兰巴托正西1800里）参赞大臣。珍妃之事也把姐姐瑾妃牵连进去，姐妹双双受了廷杖，二妃从贵妃降为贵人。 . Bạch đại tỷ nói, Long Dụ vì trả thù, mà liên kết Lý Liên Anh cùng Thái giám trong cung của Trân phi, bỏ một chiếc hài nam giới đặt trong cung của Trân phi, sau đó mưu toan bôi nhọ bà có gian tình. Vì chuyện này mà Bạch đại tỷ từng chịu qua tra khảo. Sau đó, nhân Trân phi có một kiện quần áo có chất liệu y hệt những con hát thường xuyên tiến cung biểu diễn (nghe nói là do Quang Tự đích thân ban cho), Long Dụ bắt lấy chuyện này xào nấu, khiến Trân phi bị Y sỉ đình trường (bắt lột quần áo, dùng cây gậy trúc có bôi dàu mỡ vàng đánh vào mông). Trân phi, Văn Đình Thức cùng Chí Nhuệ hành động khiến cho phái Chủ hòa kỵ hận, thêm việc Văn Đình Thức cùng Chí Nhuệ tấu hoạch Lý Hồng Chương, bởi vậy Lý Hồng Chương bày mưu kế, khiển tâm phúc Ngự sử Dương Sùng Y, tấu lên nội dung:"Văn Đình Thức muốn ủng lập Trân phi đoạt Đích, thay thế Hoàng hậu, phản đối Hoàng thái hậu thính chính, ủng hộ Hoàng đế tự chủ triều cương". Do đó, Từ Hi Thái hậu cực hận Văn Đình Thức, Chí Nhuệ cùng Trân phi. Bà lập tức muốn phế Trân phi, bèn mượn lý do "Giao thông cung đình, nhiễu loạn triều cương" mà đem Văn Đình Thức cách chức, đày đến Dục Khánh cung, vĩnh viễn không trọng dụng lại; Chí Nhuệ từ Lễ bộ Thị lang bị giáng chức, ban làm Ô Nhã Tô Đài Tham tán Nội thần. Việc của Trân phi cũng liên lụy đến Cẩn phi, cả hai chị em cùng lúc bị giáng làm Quý nhân. | ” |
| — Hai vị cô mẫu Trân phi cùng Cẩn phi của tôi (我的两位姑母—珍妃、瑾妃) - Đường Hải Nghi (唐海沂) | |   |

## Kết cục

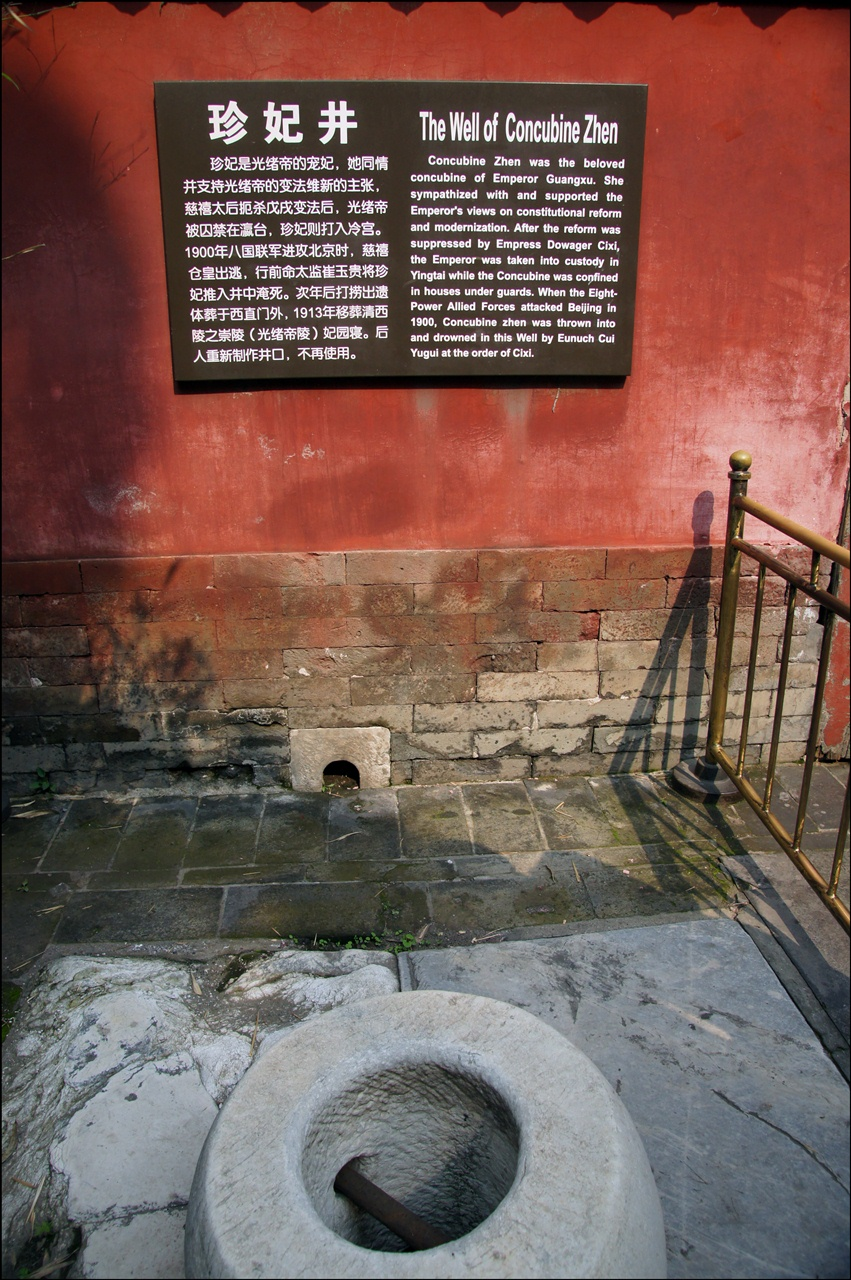
Giếng Trân phi

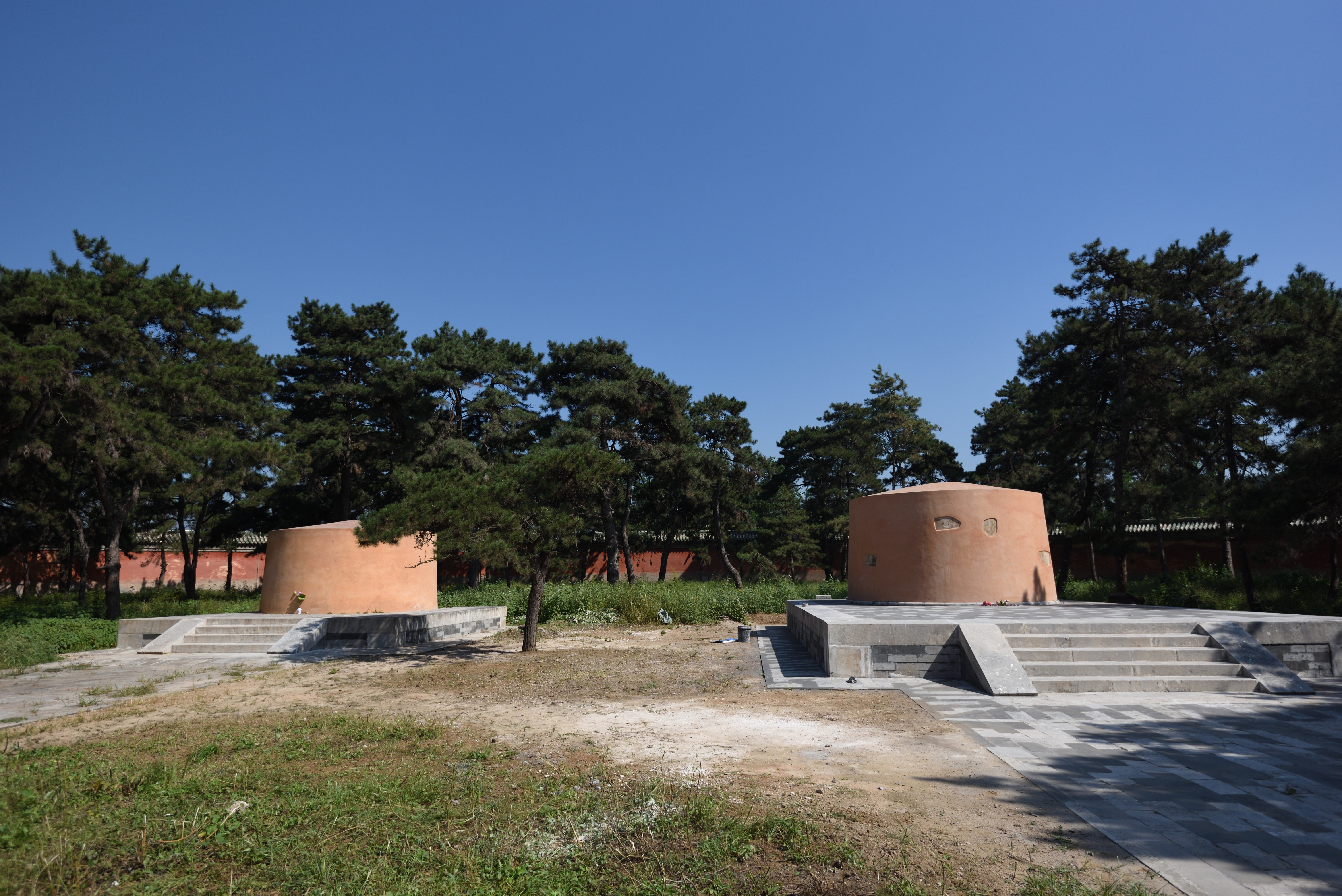
Thanh Sùng lăng Phi viên tẩm, phía bên phải là mộ Trân phi.

Năm Quang Tự thứ 24 (1898), xảy ra sự kiện Bách nhật duy tân, đây là dấu mốc quan trọng trong cuộc đời của Trân phi. Theo rất nhiều cách nói khác nhau về sự kiện này, Trân phi đã tham dự ủng hộ phái Duy Tân và ủng hộ Quang Tự Đế cải cách chính trị. Tuy vậy, vai trò thật sự của bà trong sự kiện này đến nay vẫn còn mơ hồ, đa phần chỉ là phán đoán, thậm chí có nhận định Trân phi là người chủ trương nhất đằng sau nhóm Duy Tân.
Tổng hợp tư liệu hiện tại về Trân phi, bà đích xác đã tham gia, dù trực tiếp hay gián tiếp, trong sự kiện lớn này, chủ yếu rất có thể là làm trung gian giữa người em Chí Kĩ và Quang Tự Đế. Dù có thế nào, Trân phi sau sự kiện hàng vị, lại một lần nữa "Can thiệp quốc chính", phạm vào đại kị của Từ Hi Thái hậu. Kết cục, bà bị giải ra khỏi Cảnh Nhân cung và giam vào Bắc Tam sở (北三所; lại nói Bắc Nhị sở 北二所), tức lãnh cung phía Bắc của Cảnh Kỳ các (景祺閣).
Trong cuộc Khởi nghĩa Nghĩa Hòa Đoàn năm Quang Tự thứ 26 (1900), ngày 14 tháng 8 (dương lịch), Bắc Kinh thất thủ, triều đình phải lui về Tây An lánh nạn. Ngày 21 tháng 7 (tức ngày 15 tháng 8 dương lịch) năm ấy, Trân phi vẫn còn bị giam trong cung, gặp quân nước ngoài quyết không chịu nhục, bèn tuẫn tiết mà chết, hưởng dương 25 tuổi.
Đối với cái chết của Trân phi, đến nay vẫn còn lưu truyền rất nhiều dị thuyết, đa phần rất sinh động lôi cuốn, phổ biến nhất là việc Từ Hi Thái hậu trước khi đi đã sai Thái giám Thôi Ngọc Quý (崔玉貴) dìm Trân phi xuống giếng chết. Nhưng tất cả cũng chỉ đều là tiểu thuyết của người sau kể lại, độ chính xác vẫn phải xem xét. Đến nỗi ngay cả hậu duệ Tha Tha Lạp nhà Trân phi, đối với cái chết của vị tổ cô này cũng bị ảnh hưởng ít nhiều bởi các giải thuyết đời sau. Có sách kể, do Trân phi nhất định không chịu lánh nạn mà khuyên Quang Tự Đế ở cùng kinh thành, Từ Hi Thái hậu biết được nên tức giận ép chết Trân phi.
Nguồn tư liệu tin tưởng được, có thể kể đến "Cố Cung tuần san" (故宮周刊) năm 1930, có 「Trân phi chuyên hào; 珍妃專號」 trích lại lời Thái giám Đường Quan Khanh (唐冠卿), Bạch cung nữ thị phụng Trân phi, cùng với Lưu cung nữ xuất cung từ năm Quang Tự thứ 25, có thể xem là một nguồn tương đối đáng tham khảo. Dựa theo những gì họ cung cấp, thì tình hình khi đó có vài cách nói:
1. Trước khi đi, Từ Hi Thái hậu mệnh Trân phi tuẫn chết, Trân phi không chịu, thế là Thôi Ngọc Quý cùng đám người khác đem Trân phi qua Trinh Thuận môn, dìm chết dưới giếng.
2. Trước khi đi, Từ Hi Thái hậu mệnh Trân phi tuẫn chết, Trân phi nghe xong tự nhảy xuống giếng chết.
3. Trước khi đi, Từ Hi Thái hậu lừa Trân phi rằng cả hậu cung đã nhảy giếng tuẫn tử rồi, thế là Trân phi liền nhảy xuống giếng.
4. Trước khi đi, Từ Hi Thái hậu mệnh Trân phi cùng đi, nhưng Trân phi bệnh đã nghiêm trọng, không thể đi theo, khẩn cầu Hoàng thái hậu cho bà trở về nhà mẹ đẻ tị nạn. Thái hậu không đồng ý, bèn sai người dìm đầu cho chết.

Các loại cách nói này, cho đến nay vẫn còn xảy ra nhiều tranh luận, nhưng phải nhìn nhận chung là tất cả đều dẫn đến việc Trân phi tử nạn xuống chiếc giếng. Theo cuốn "Quang Tự Hoàng đế Trân phi" (光緒皇帝的珍妃) của Thiện Phổ (善浦), sách lý giải cái chết của Trân phi có tương đồng với thuyết cuối cùng. Thuyết này không phải của 3 người kể trên, mà từ Trương Trọng Thần (張仲臣), đứa cháu thừa kế của Tiểu Đức Trương (小德張), Thái giám thị phụng Từ Hi Hoàng thái hậu và sau đó là Long Dụ Hoàng thái hậu.
Năm Quang Tự thứ 27 (1901), ngày 4 tháng 7 (âm lịch), di thể của bà tạm quàn ở Điền thôn. Ngày 28 tháng 11 (âm lịch), Từ Hi Thái hậu ra một đạo sắc chỉ dụ, truy tặng Trân phi làm Quý phi, có nói: 「Năm ngoái kinh sư có biến, trong ngoài rối loạn, Trân phi hỗ trợ không kịp, trong cung tự tuẫn hi sinh vì nước, tuân chúc tiết liệt khả gia. Nay thêm truy tặng vị hiệu Quý phi, lấy để thương tiếc; 上年京師之變，倉猝之中，珍妃扈從不及，即於宮內殉難，洵屬節烈可嘉。加恩著追贈貴妃位號。以示哀恤。」. Ngày hôm sau, 29 tháng 11 (âm lịch), làm lễ truy tặng Trân Quý phi (珍貴妃). Sau khi khâm liệm, quan tài của bà được chôn ở Cung nữ mộ địa bên ngoài Tử Cấm thành.
Sau khi Tuyên Thống Đế Phổ Nghi kế vị, Nhiếp chính vương Tái Phong tuyên bố nguyên nhân cái chết của Trân phi là tự sát, thỉnh Long Dụ Thái hậu truy phong thành Hoàng quý phi, chưa định thụy hiệu. Năm Dân Quốc thứ 2 (1913), ngày 3 tháng 3 (âm lịch), giờ Thìn, Cẩn phi cùng người nhà làm lễ phụng di quan tài Trân phi đến Lương Các trang (梁各莊) tạm an. Ngày 16 tháng 11 (âm lịch) cùng năm, giờ Thân, di hài dời táng vào địa cung Phi viên tẩm của Sùng Lăng (崇陵), thuộc Thanh Tây lăng. Năm Dân Quốc thứ 10 (1921), ngày 17 tháng 3 (âm lịch), chính thức truy tặng thụy hiệu cho Trân phi là Khác Thuận Hoàng quý phi  (恪順皇貴妃).
Tương truyền, sau khi di táng Trân phi, chị bà là Cẩn phi lại ở bên Trinh Thuận môn thiết lập linh đường, cũng chế kham cung phụng "Trân Quý phi thần vị", đồng thời đem miệng giếng chế tác thêm hai lỗ nhỏ rồi đem côn sắt khoá ngang, từ đó không hề sử dụng. Giếng này sau đó được gọi là Giếng Trân phi (珍妃井), là một địa điểm tham quan thu hút ở Cố Cung.

## Trong văn hóa nghệ thuật
| Năm  | Phim truyền hình                                              | Diễn viên        |
| 1948 | Thanh cung bí sử                                              | Chu Tuyền        |
| 1964 | Tây Thái hậu dữ Trân phi                                      | Trương Mỹ Dao    |
| 1971 | Thanh cung tàn mộng                                           | Lý Tuyền         |
| 1975 | Khuynh quốc khuynh thành                                      | Tiêu Dao         |
| 1975 | Thanh cung tàn mộng                                           | Uông Minh Thuyên |
| 1976 | Doanh đài khấp huyết                                          | Tiêu Dao         |
| 1981 | Quang Tự đế dữ Trân phi                                       | Hứa Tú Niên      |
| 1987 | Mãn Thanh thập tam hoàng triều (Phần 4: Hoàng thành tranh bá) | Thích Mỹ Trân    |
| 1993 | Hí thuyết Từ Hi                                               | Huống Minh Khiết |
| 1997 | Mặt trời lặn sau Tử Cấm thành                                 | Tưởng Văn Lệ     |
| 2006 | Canh tử phong vân                                             | Trương Thụy Hi   |
| 2010 | Thương khung chi mão                                          | Trương Mông      |
| 2010 | Hoan hỉ bà bà tiếu tức phụ                                    | Chu Mục Nhân     |
| 2013 | Thần y Hỷ Lai Lạc truyền kỳ                                   | Vương Hiểu Thần  |
| 2016 | Mạt đại ngự y                                                 | Chu Thần Lệ      |